# Torrent de la Vilella (Solsonès)
El Torrent de la Vilella és un afluent per l'esquerra del Torrent de la Barata, a la Vall de Lord, que realitza tot el seu curs pel terme municipal de la Coma i la Pedra.
Neix a la Roca de Guixers i inicialment agafa la direcció predominant cap a les 7 del rellotge. 100 metres després del seu naixement salta per la cinglera del vessant meridional d'aquesta muntanya salvant un desnivell de 125 metres. Passa a llevant de la masia que li dona el nom i 1 km després del seu naixement rep per la seva esquerra la Rasa de la Mosquera i agafa sobtadament la direcció O-E que ja mantindrà fins a desguassar al Torrent de la Barata.

## Perfil del seu curs
| metres de curs  | 0     | 250   | 500   | 750   | 1.000 | 1.250 | 1.500 | 1.740 |
| --------------- | ----- | ----- | ----- | ----- | ----- | ----- | ----- | ----- |
| Altitud (en m.) | 1.402 | 1.118 | 1.069 | 1.003 | 967   | 948   | 915   | 894   |
| % de pendent    | -     | 85,6  | 47,6  | 26,4  | 14,4  | 7,6   | 13,2  | 8,8   |

## Xarxa hidrogràfica
La xarxa hidrogràfica del Torrent de la Vilella, que també transcorre íntegrament pel terme municipal de la Coma i la Pedra, està constituïda per onze cursos fluvials la longitud total dels quals suma 8.784 m.

### Afluents destacables
- La Rasa de la Mosquera